# Джан Циен
Джан Циен или Чжан Цзян (на традиционен китайски 張騫, на пинин Zhāng Qiān) (неизв. – 112 г. пр. Хр.) китайски пътешественик и дипломат.
Роден в Ханчжун. Получава превъзходно образование. Заема първоначлано нисш чин „лян“ в императорския двор, а след като изпълнява дипломатически поръчения в граничещите с Китай страни, е повишен в „бо-ван“. Знае няколко езика, в т.ч. и на хуните, които през III – II век пр. Хр. завладяват голяма част от територията на Северен Китай.
За борбата с този войнствен народ китайските императори започват да търсят съюзници сред враждебните на хуните чергарски племена. Едно от тези племена е юечжи (ручжи/арси, по-късно кушани), обитаващо земите на запад от големия завой на река Хуанхъ и северно от планината Наншан. През 204 и 177 г. пр. Хр. хуните нанасят сериозно поражение на юечжи, а през 166 г. пр. Хр. шанюя Лаошан разгромява столицата им Чжоаву намирала се в близост до съвр. гр. Чанъе (Чжоаву се е произнасяло тогава като Тавма, което показва че най-вероятно отговаря на гр. Дамна, посочен от Птолемей в Серика) и обезглавява владетелят им, като прави от черепа му чаша. Клед този разгром юечжите/арси са принудени да се преселят далеч на запад. Първоначално в долината на реките Или и Чу, а после в междуречието на реките Амударя и Сърдаря.
През 140 г. пр. Хр. китайския император Хан Уди решава да изпрати дипломатическа мисия към тези племена, след като научава от хунски пленници, че юечжите/ручжи са се изселеле на запад. Нисшият чиновник Чжан Цзян, изявява желание да оглави мисията до ручжите/юечжи, за да ги склони на съюз срещу хуните. Посолството заедно с охраната наброява около сто души се отправя на дълъг път, но почти веднага след напущането на последния китайск град Лунси, е заловено от хуните. Чжан Цзян попада в плен за 10 години. Отведен е при шанюя Дзюнчън, който като разбира целта на мисията му, го задържа при себе си. Отнася се добре с него, дава му местна жена за съпруга. Спечелил доверието на владетеля, в течение на годините Чжан Цзян придобива правото свободно да пътува из земите на Хунну. Изпратен е в Таримския басейн по служба. Но при удалата се възможност, заедно с приближения си слуга, хуна Ган Фу (който идва с него от Китай) избягват през Кашгар на запад. След десеттина дни преход през високите проходи на Централен Тяншан той достига до брега на езерото Жехай (Исък Кул). След това по долината на река Нарин се спуска в страната Даван (Ферганска долина) и пристига в столицата ѝ Гуйшан (Касан).
Владетелят на Даван гостоприемно посреща Чжан Цзян, тъй като разчита с негова помощ да завърже търговски отношения с Китай. Той му дава водачи, които го съпровождат до Кандзю. След като се спуска по Сърдаря, с помощта на кангюйците достига до река Зеравшан, където се намират поселенията на ручжите/юечжи. Техният вожд обаче току-що е покорил източната част на Гръко-Бактрийското царство, което Чжан Цзян нарича в своя доклад Дахиа или Дася. Столицата ѝ е Ланши – китайска транскрипция на града Дараспа. Неправилно е да се сравнява с Бактрия, защото отразява транскрипцията на йероглифи, звучали в Ханската епоха като Тохара. Западната част на Бактрия със столица Бактра (Балх)е под властта на сакарауките, които прогонени от ручжите/юечжи сломяват последните остатъци от гръкобактрийската власт там.
След като води цяла година безуспешни преговори с царя на юечжи за отмъщаване на хуните и съюз с Китай, през 127 г. прл Хр. Чжан Циян се отправя обратно за родината си. Този път тръгва през Южния път, изкачва се по Алайската долина до изворите на река Яркенд и се спуска по река Хотан до пустинята Такламакан. Преминава покрай южната част на пустинята от оазис в оазис, достига до блуждаещото езеро Лобнор, водата на което по това време е солена и той го назовава Солено езеро. На изток от езерото господстват хуните и той отново е пленен от тях. Едва след година му се удава да избяга. По това време умира шанюя Гюнчен и в страната избухват между особици. По-малкият барт на Гюнчен, командващ лявото крило, прави преврат и сваля законния наследник. Племенникът му губи войната, и заедно с Чжан Цзян, хунската му съпруга и верния Ган Фу, през пролетта на 126 г. пр. Хр. се завръщат в Китай. И тримата, той, Ган Фу и хунският княз получават високи титли. Няколко месеца след това, хунският княз умира.
Мисията му така и не е изпълнена, но император У-ди високо оценява богата информация за „Западните земи“. По неговите сравнително точни разчети преминава около 25 хил. ли (14,2 хил. км) Той първи донася в Китай сведения за степите и пустините в Централна Азия, за великите централноазиатски планински системи – Тяншан и Памир, за големите реки водещи началото си от тези планини – Сърдаря и Амударя, течащи на запад, и за река Тарим, вливаща се в езерото Лобнор. И най-важното – точното описание на пътя от Китай към западните страни. В началото на I век пр. Хр. по указания от него маршрут преминава южния клон на Великия копринен път. С името на Чжан Цзян китайските историци свързват появяването в Китай на люцерната, нара, краставиците, гръцкия орех, фиговото дърво и лозята.
През 123 – 119 г. пр. Хр. китайците рещават със собствени сили да действат против хуните. Чжан Цзян участва в тези походи, но поради поражението на командира му Ли Гуан Ли, и допуснати от самия Чжан Цзян тактически грешки, титлата „бо-ван“ му е отнета. Хуните са прогонени в Северна Монголия но и китайците търпят сериозни загуби в тази война. След войната Чжан Цзян за да изкупи прегрешението си, използва сгоден момент и предлага на императора да направи второ пътешествие, този път при усуните (асите, асианите) установили се в Седморечието, съюз срещу хуните. За по-голяма достоверност той даже леко видоизменя информацията която е научил за усуните. Съобщава на императора че хуните са убили владетелят им и че усуните имат желание да отмъстят за това, докато в действителност, не хуните, а ручжите/юечжи са извършили това.
И той отново се отправя на запад в земите на днешна Джунгария, от където разпраща в държавите от Средна Азия, Парфия и Индия свои хора за установяване на дипломатически отношения, които в повечето от случаите завършват с успех. През 113 г. пр. Хр. тръгва обратно и се прибира в Китай, съпровождан от няколко чуждестранни посланици, представя пред императора. Успехът му е високо оценен, върнати са му титлите, на следващата година внезапно заболява и умира.
Докладът на Чжан Цзян е включен от бащата на китайската история Сима Цян в неговата знамените хроника „Ши-цзи“ (исторически записки) в гл.123. По-късно е цитирана, редактирана и доразширена като информация в следващите китайски династични хроники: „Хан-шу“ и „Хоу Хан-шу“.